# Onitis gilleti
Onitis gilleti är en skalbaggsart som beskrevs av Antoine Boucomont 1933. Onitis gilleti ingår i släktet Onitis och familjen bladhorningar. Inga underarter finns listade i Catalogue of Life.